# Rainer Lauter
Rainer Lauter (auch: Reiner Lauter; * 20. Jahrhundert) ist ein deutscher Kameramann aus Berlin.

## Leben
Rainer Lauter wurde Mitte der 1980er Jahre zunächst als Kameraassistent tätig. Seit Anfang der 1990er Jahre ist er Kameramann für Fernsehfilme und Serien. Seit 2008 arbeitet er für alle Produktionen des Regisseurs Thomas Nennstiel.

## Filmografie (Auswahl)
- 1997: Der Kapitän (Fernsehserie, 2 Folgen)
- 1998–2002: Tierarzt Dr. Engel (Fernsehserie, 9 Folgen)
- 2001: Der Landarzt (Fernsehserie, 5 Folgen)
- 2001–2004: Der Bulle von Tölz (Fernsehserie, 8 Folgen)
- 2002: Im Visier der Zielfahnder (Fernsehserie, 6 Folgen)
- 2005–2010: Mit Herz und Handschellen (Fernsehserie, 8 Folgen)
- 2008: Gefühlte XXS – Vollschlank & frisch verliebt
- 2008: Treuepunkte
- 2008: Alter vor Schönheit
- 2008–2016: Tierärztin Dr. Mertens (Fernsehserie, 11 Folgen)
- 2009: Die Landärztin – Schleichendes Gift
- 2009: Frauen wollen mehr
- 2009: Der Stinkstiefel
- 2009: Heute keine Entlassung
- 2010: Sexstreik!
- 2010: Ein Sommer auf Sylt
- 2010: Bei manchen Männern hilft nur Voodoo
- 2010: Familie Fröhlich – Schlimmer geht immer
- 2011: First Lady
- 2011: Lügen haben linke Hände
- 2011: Der Bulle und das Landei: Babyblues
- 2011: Für immer daheim
- 2012–2013: Der letzte Bulle (Fernsehserie, 8 Folgen)
- 2012: Im Alleingang  –  Die Stunde der Krähen
- 2012: Das Vermächtnis der Wanderhure
- 2012: Die Erfinderbraut
- 2012: Idiotentest
- 2012: Nicht mit mir, Liebling
- 2013: Herzdamen an der Elbe
- 2013–2015: Herzensbrecher – Vater von vier Söhnen (Fernsehserie, 9 Folgen)
- 2014–2018: Letzte Spur Berlin (Fernsehserie, 8 Folgen)
- 2016: Liebe bis in den Mord
- 2016–2018: Ein Fall für zwei (Fernsehserie, 9 Folgen)
- 2018: Ihr seid natürlich eingeladen
- 2019: Familie Bundschuh – Wir machen Abitur
- seit 2020: Bettys Diagnose (Fernsehserie)